# 潔咪·萊·紐曼
潔咪·萊·紐曼（英語：Jaime Ray Newman，1978年4月2日—）是一位美國女演員、電影監製和歌手。她的知名角色包括ABC肥皂剧《杏林春暖》（2001–2003年）的克莉絲汀娜·卡薩丁、青少年劇情偵探劇《美眉校探》（2006–2007年）的敏迪·奧德爾（Mindy O'Dell）、ABC奇幻喜劇劇情電視劇《東鎮女巫》（2009–2010年）的凱特·加德納（Kat Gardener）、Syfy科幻喜劇劇情電視劇《靈異之城》（2009–2010年）的泰絲·豐塔納（Tess Fontana）、ABC驚悚劇《紅寡婦》（2013年）的凱特·彼得羅娃（Kat Petrova）、ABC喜劇劇情電視劇《心理遊戲》（2014年）的山姆·戈登（Sam Gordon）、ABC程序劇《墮落都市》（2015年）的艾莉森·羅斯（Allison Roth）以及Netflix漫威電視劇《制裁者》（2017年）的莎拉·利伯曼（Sarah Lieberman）。
2019年，她與丈夫蓋·納提夫監製的劇情短片《復黑計畫》（2018年）榮獲奧斯卡最佳實景短片獎。

## 早年生活和教育
潔咪·萊·紐曼在1978年4月2日出生於密西根州法明頓山，父母拉斐爾·紐曼（Raphael Newman）和瑪莎·喬·紐曼（Marsha Jo Newman）都是犹太人。她有一個姐姐貝絲·紐曼（Raphael Newman），貝絲是J Brand的全球公關總監。她在底特律大都會區的犹太教希列日校接受初等教育，並在八年级戲劇《奧克拉荷馬》中飾演阿朵·安妮·卡恩斯（Ado Annie Carnes）。
從希列日校畢業後，她就讀於密西根州布隆菲希爾的私立克蘭布魯克金斯伍德學校，並在因特洛肯藝術中心度過了暑假。16歲時，她創立阿波羅戲劇製作（Apollo Theatre Productions）並擔任製作人和導演。1996年，她從克蘭布魯克金斯伍德學校畢業，隨後在波士頓大學美術學院的戲劇學院就讀了兩年，然後轉學到西北大學主修英語和戲劇。她在2000年9月搬到洛杉矶居住。

## 職業生涯
紐曼最初以表演爵士四重奏為生，並參演了幾部短片。不久後的2001年，她在ABC肥皂剧《杏林春暖》中飾演克莉絲汀娜·卡薩丁。次年，她在斯蒂芬·斯皮尔伯格的傳記犯罪片《捉智雙雄》中飾演莫妮卡（Monica），與莱昂纳多·迪卡普里奥在其中一個場景演對手戲。
2005年，她在軍事科幻冒險劇《星際之門：亞特蘭蒂斯》中飾演蘿拉·卡德曼中尉（Lt. Laura Cadman）廣受《星际之门》粉絲的喜愛。2006年10月，她開始在廣受好評的The CW青少年劇情偵探劇《美眉校探》中飾演常設角色敏迪·奧德爾（Mindy O'Dell）。同年12月，她與《星際之門》的演員迈克尔·山克斯一起出演電視電影《愛在聖誕》（英語：Under the Mistletoe）。她客串出演過的電視劇有《CSI犯罪現場》（2003，2009年）、《邪恶力量》（2005年）、《四姊妹》（2006年）、《靈媒緝凶》（2006年）、《五角精英》（2006年）、《超異能英雄》（2007年）、《CSI犯罪現場：紐約》（2011–2012年）、《重返犯罪現場》（2011年）、《格林》（2011–2012年）和《灵书妙探》（2012年）等。
2007年，紐曼在格芬劇院主演尼爾·拉畢特的戲劇《胖侶》。次年，她又在格芬劇院主演拉畢特的戲劇《某些女孩（們）》。2011年1月，她在纽约露西爾·洛特爾劇院由大衛·奧本重演蘭登·艾爾文·米契爾的戲劇《紐約思想》（英語：The New York Idea）中飾演辛西亞·卡爾斯萊克（Cynthia Karslake）。
2009年，她與琳賽·普萊斯、丽贝卡·罗梅恩和保羅·格羅斯一起出演ABC奇幻喜劇劇情改編電視劇《東鎮女巫》，在劇中飾演一名有魔力的護士和五個孩子的母親凱特·加德納（Kat Gardener）。2009–2010年，她在Syfy科幻喜劇劇情電視劇《靈異之城》中飾演泰絲·豐塔納（Tess Fontana）。2010–2013年，她在Lifetime奇幻喜劇劇情電視劇《美女上错身》中飾演凡妮莎·海明斯（Vanessa Hemmings）。
2013年，紐曼與蕾達·蜜雪兒一起主演ABC驚悚劇《紅寡婦》，在劇中飾演凱特·彼得羅娃（Kat Petrova）。同年，她在獨立心理驚悚片《紅色羅賓》中主演茱莉·謝爾納（Julie Shellner）。2014年，她在ABC喜劇劇情電視劇《心理遊戲》中飾演主要角色山姆·戈登（Sam Gordon），與克利斯汀·史萊特和史提夫·扎恩演對手戲。同年5月，據報道她將在TNT律政喜劇劇情電視劇《小律師大作為》中客串飾演雪莉兒·科赫（Cheryl Koch）。
2015年，她在Amazon Prime Video疑案劇《絕命警探》中飾演蘿拉·凱爾（Laura Kell）。同年8月，她加入ABC程序劇《墮落都市》的演員陣容，在劇中主演艾莉森·羅斯（Allison Roth）。12月，她加入A&E心理恐怖推理劇《貝茲旅館》第四季的常設演員陣容，飾演主要角色艾力克斯·羅梅洛警長（Sheriff Alex Romero）的舊愛蕾貝卡·漢密頓（Rebecca Hamilton）。2016年8月，她在TNT疑案劇《重案組》第五季中飾演常設角色威德雷德·達奈爾（Wildred Darnell）。
2017年，紐曼在Netflix漫威電視劇《制裁者》中主演莎拉·利伯曼（Sarah Lieberman），該劇是漫威首部Netflix影集《夜魔俠》（2015–2018年）的外傳劇。2018年，她在Syfy奇幻劇《魔法師》第三季中飾演常設角色艾琳·麥卡利斯特（Irene McAllistair）。同年4月，她在Bravo黑色幽默電視劇《枕邊大話王》第二季中飾演琳達（Linda）。8月，她與丈夫蓋·納提夫監製的劇情短片《復黑計畫》在好萊塢短片電影節首映；兩人憑藉該作品榮獲第91屆奧斯卡最佳實景短片獎。
2019年，她在萊赫·馬耶夫斯基執導及編劇的劇情片《眾神之谷》中飾演蘿拉·埃卡斯（Laura Ecas），與喬許·哈奈特和夏綠蒂·蘭普琳演對手戲。2022年，她在HBO科幻愛情改編電視劇《時空旅人之妻》中飾演常設角色露西爾·艾布夏爾（Lucille Abshire）。

## 個人生活
紐曼於2012年4月2日（她34歲生日當天）在特拉维夫與以色列編劇兼導演蓋·納提夫結婚。他們育有兩個女兒。

## 作品列表

### 電影
| 年份 | 標題                      | 角色                  | 附註                 |
| ---- | ------------------------- | --------------------- | -------------------- |
| 1999 |                           | 波（）                |                      |
| 2000 |                           | 年輕女子              | 短片                 |
| 2001 |                           | 派對賓客              | 短片；以記名         |
| 2002 |                           | 亞曼達（Amanda）            |                      |
| 2002 | 《明星品質》 （英語：Star Quality）   | 凱蒂·史韋海德（Katie Swellhead）     | 短片                 |
| 2002 | 《捉智雙雄》              | 莫妮卡（Monica）            |                      |
| 2005 |                           | 艾蜜莉（Emily）            | 短片                 |
| 2005 | 奧黛麗·格爾森斯（Audrey Gersons）       |                       |                      |
| 2005 | 《當真愛碰上八卦》        | 會議迎賓              |                      |
| 2007 |                           | 瑞秋·葛理翰（Rachel Graham）       | 短片                 |
| 2007 | 《洛城藍調》 （英語：LA Blues）   | 傑克的前妻（Jack's Ex-Wife）        |                      |
| 2007 | 《活著》                  | 女主播                |                      |
| 2007 | 《性與早餐》              | 貝蒂（Betty）              |                      |
| 2008 | 《新郎不是我》            | 愛莉兒（Ariel）            |                      |
| 2008 | 安·瑪莉（Ann Marie）               |                       |                      |
| 2009 | 《怪醫杜立德5》           | 艾美（Emmy）              | 配音；非戲院首映     |
| 2009 | 《商標電影》              | 女調度員（電台）      | 配音；短片           |
| 2012 |                           | 丹妮兒·傑金斯（Danielle Jenkins）     |                      |
| 2013 | 《紅色羅賓》              | 茱莉·謝爾納（Julie Shellner）       |                      |
| 2013 | 《鐵血城堡》              | 艾瑪（Emma）              |                      |
| 2013 | 《泰山》                  | 愛麗絲·葛雷斯托克（Alice Greystoke） | 配音                 |
| 2016 | 《紐約聖誕節》 （英語：A Christmas in New York） | 蘇珊·克拉克（Susan Clark）       |                      |
| 2016 | 《傳家之寶》 （英語：Heirloom）   | 麥考伊博士（Dr. McKoy）        | 短片                 |
| 2018 | 《膚色》                  | 梅莉莎·弗萊護士（Nurse Melissa Frye）   | 兼任監製             |
| 2019 | 《眾神之谷》              | 蘿拉·埃卡斯（Laura Ecas）       |                      |
| 2021 |                           | 她自己                | 短片；兼任導演和監製 |
| 2022 | 《絕命藥師》              | 蘿絲·史特勞斯（Rose Strauss）     | [ 39 ]               |
| 2023 | 《贖罪日之戰》            | 亨利·基辛格的秘書     |                      |
| 2023 | 《進擊的柔道家》          | 史黛西·崔維斯（Stacey Travis）     | 兼任監製             |
| 2024 | 《原諒的方式》            | 珍娜（Janine）              | 以記名               |

#### 製作
| 年份 | 標題                  | 職位 | 職位 | 職位 | 附註 |
| 年份 | 標題                  | 演員 | 導演 | 監製 | 附註 |
| ---- | --------------------- | ---- | ---- | ---- | ---- |
| 2018 | 《復黑計畫》          | 否   | 否   | 是   | 短片 |
| 2018 | 《膚色》              | 是   | 否   | 是   |      |
| 2020 | 《逃離搶婚》          | 否   | 否   | 執行 | 短片 |
| 2021 | 《沙塵暴》 （英語：Mulaqat） | 否   | 否   | 執行 | 短片 |
| 2021 |                       | 是   | 是   | 是   | 短片 |
| 2023 | 《野性召喚》          | 否   | 否   | 執行 | 短片 |
| 2023 | 《進擊的柔道家》      | 是   | 否   | 是   |      |

### 電視
| 年份      | 標題                                  | 角色                      | 電視台             | 附註                                  |
| --------- | ------------------------------------- | ------------------------- | ------------------ | ------------------------------------- |
| 2001      | 《寶貝一族》                          | 蒂娜（Tina）                  | ABC                | 單集：“The Warsaw Closes”             |
| 2001–2003 | 《杏林春暖》                          | 克莉絲汀娜·卡薩丁（）     | ABC                | 主要角色；69集                        |
| 2003      | 《快樂的一家》                        | 亞曼達（Amanda）                | NBC                | 單集：“The Doghouse”                  |
| 2003      | 《CSI犯罪現場》                       | 茱莉·華特斯（Julie Waters）           | CBS                | 單集：“After the Show”                |
| 2004      | 《三個新娘一個老爸》                  | 泰瑞·蘭里（Teri Landry）             | Hallmark頻道       | 電視電影                              |
| 2005      | 《麥布萊：午夜後的謀殺案》  | 艾蜜莉·哈利曼（Emily Harriman）         | Hallmark頻道       | 電視電影                              |
| 2005      | 《邪恶力量》                          | 亞曼達·沃克（Amanda Walker）           | The WB             | 單集：“Phantom Traveler”              |
| 2005      | 《星際之門：亞特蘭蒂斯》              | 蘿拉·卡德曼中尉（Lt. Laura Cadman）       | Syfy               | 常設角色；2集                         |
| 2006      | 《逝者能言》                          | 關·奧斯本上尉（Cpt. Gwen Osbourne）         | NBC                | 單集：“Code of Ethics”；以記名        |
| 2006      | 《识骨寻踪》                          | 史黛西·古德伊爾（Stacy Goodyear）       | FOX                | 單集：“The Woman in the Car”          |
| 2006      | 《靈媒緝凶》                          | 安潔拉·桑德斯／傑德（Angela Saunders / Jade）   | NBC                | 單集：“A Changed Man”                 |
| 2006      | 《四姊妹》                            | 凱莉·史都華（Kylie Stewart）           | The WB             | 2集                                   |
| 2006      | 《愛在聖誕》 （英語：Under the Mistletoe）               | 蘇珊·錢德勒（Susan Chandler）           | Lifetime           | 電視電影                              |
| 2006      | 《荷莉絲與蕾》 （英語：Hollis & Rae）             | 荷莉絲·錢德勒（Hollis Chandler）         | ABC                | 電視電影                              |
| 2006      | 《五角精英》                          | 娜塔莉·休斯（Natalie Hughes）           | NBC                | 常設角色；4集                         |
| 2006–2007 | 《美眉校探》                          | 敏迪·奧德爾（Mindy O'Dell）           | The CW             | 常設角色；8集                         |
| 2007      | 《犯罪心理》                          | 拉絲·凱爾（Lacy Kyle）             | CBS                | 單集：“The Big Game”                  |
| 2007      | 《超異能英雄》                        | 年輕的維多利亞·普瑞特（Young Victoria Pratt） | NBC                | 單集：“Truth & Consequences”          |
| 2007      | 《我是佩姬·威爾遜》 （英語：I'm Paige Wilson）        | 佩姬·威爾遜（Paige Wilson）           | The CW             | 電視電影                              |
| 2007      | 《馬羅》 （英語：Marlowe）                   | 崔西·費（Tracy Faye）               | ABC                | 電視電影                              |
| 2008      | 《林肯高地》                          | 莎賓娜·加斯帕（Sabrina Gasper）         | ABC Family         | 4集                                   |
| 2008      | 《偷天任務》                          | 艾咪·馬丁（Aimee Martin）             | TNT                | 單集：“The Two-Horse Job”             |
| 2009      | 《整容室》                            | 達芙妮·彭德爾（Daphne Pendell）         | FX                 | 2集                                   |
| 2009      | 《CSI犯罪現場》                       | 梅琳達·卡佛（Melinda Carver）           | CBS                | 單集：“A Space Oddity”                |
| 2009      | 《心灵医师》                          | 珊·阿維丹（Zan Avidan）             | FOX                | 3集                                   |
| 2009–2010 | 《東鎮女巫》                          | 凱特·加德納（Kat Gardener）           | ABC                | 主要角色；13集（2集未播出）           |
| 2009–2010 | 《靈異之城》                          | 泰絲·豐塔納（Tess Fontana）           | Syfy               | 主要角色；12集                        |
| 2010–2011 | 《緣來一家人》                        | 茱莉亞（Julia）                | The CW             | 2集                                   |
| 2010–2013 | 《美女上错身》                        | 凡妮莎·海明斯（Vanessa Hemmings）         | Lifetime           | 常設角色；10集                        |
| 2011      | 《慾海醫心》                          | 史黛西·薩斯（Stacey Saxe）           | USA電視台          | 單集：“Astraphobia”                   |
| 2011      | 《重返犯罪現場》                      | 梅蘭妮·柏克（Melanie Burke）           | CBS                | 2集                                   |
| 2011–2012 | 《CSI犯罪現場：紐約》                 | 克萊兒·泰勒（Claire Taylor）           | CBS                | 2集                                   |
| 2011–2012 | 《格林》                              | 安潔莉娜·拉塞爾（Angelina Lasser）       | NBC                | 2集                                   |
| 2012      | 《灵书妙探》                          | 荷莉·富蘭克林（Holly Franklin）         | ABC                | 單集：“Til Death Do Us Part”          |
| 2013      | 《紅寡婦》                            | 凱特·彼得羅娃（Kat Petrova）         | ABC                | 主要角色；8集                         |
| 2014      | 《心理遊戲》                          | 山姆·戈登（Sam Gordon）             | ABC                | 主要角色；11集                        |
| 2014      | 《小律師大作為》                      | 雪莉兒·科赫（Cheryl Koch）           | TNT                | 單集：“Spirits in the Material World” |
| 2015      | 《絕命警探》                          | 蘿拉·凱爾（Laura Kell）             | Amazon Prime Video | 2集                                   |
| 2015      | 《性滿意足》                          | 凱特（Kate）                  | USA電視台          | 2集                                   |
| 2015      | 《墮落都市》                          | 艾莉森·羅斯（Allison Roth）           | ABC                | 主要角色；8集                         |
| 2016      | 《貝茲旅館》                          | 蕾貝卡·漢密頓（Rebecca Hamilton）         | A&E                | 常設角色；7集                         |
| 2016      | 《重案組》                            | 威德雷德·達奈爾（Wildred Darnell）       | TNT                | 常設角色；3集                         |
| 2017      | 《制裁者》                            | 莎拉·利伯曼（Sarah Lieberman）           | Netflix            | 主要角色；9集                         |
| 2018      | 《魔法師》                            | 艾琳·麥卡利斯特（Irene McAllistair）       | Syfy               | 常設角色；6集                         |
| 2018      | 《枕邊大話王》                        | 琳達（Linda）                  | Bravo              | 3集                                   |
| 2018      | 《午夜德州》                          | 佩欣絲·盧塞羅（Patience Lucero）         | NBC                | 常設角色；9集                         |
| 2020      | 《代理警長》                          | 卡蘿·萊利地方檢察官（D.A. Carol Riley）   | FOX                | 常設角色；4集                         |
| 2020      | 《星星之火》                          | 伊莉莎白·曼威爾（Elizabeth Manwill）       | Hulu               | 迷你劇；常設角色；3集                 |
| 2021      | 《成瘾剂量》                          | 凱薩·薩克勒（Kathe Sackler）           | Hulu               | 迷你劇；常設角色；5集                 |
| 2022      | 《時空旅人之妻》                      | 露西爾·艾布夏爾（Lucille Abshire）       | HBO                | 常設角色；4集                         |
| 2023      | 《新鮮王子》                          | 薩特菲爾德夫人（Mrs. Satterfield）        | Peacock            | 單集：“Just Like Old Times”           |
| 2024      | 《菜鳥警察大叔》                      | 史黛西·沃克（Stacey Walker）           | ABC                | 單集：“Training Day”                  |
| 2024      | 《行動代號：大雪茄》                  | 蘿茲·托蘭斯（Roz Torrance）           | Apple TV+          | 迷你劇；常設角色；4集                 |

### 舞臺
| 年份 | 標題                    | 角色                  | 會場              |
| ---- | ----------------------- | --------------------- | ----------------- |
| 2007 | 《胖侶》                | 珍娜（Jeannie）              | 格芬劇院          |
| 2008 | 《某些女孩（們）》      | 巴比（Bobbi）              | 格芬劇院          |
| 2011 | 《紐約思想》 （英語：The New York Idea） | 辛西亞·卡爾斯萊克（Cynthia Karslake） | 露西爾·洛特爾劇院 |

## 獲獎和提名
| 年份 | 獎項                              | 類別                | 提名作品     | 結果 | 附註                | 來源  |
| ---- | --------------------------------- | ------------------- | ------------ | ---- | ------------------- | ----- |
| 2019 | 奥斯卡金像奖                      | 最佳實景短片        | 《復黑計畫》 | 獲獎 | 與蓋·納提夫共同得獎 | [ 1 ] |
| 2020 | 市中心城市藝術節電影獎 （英語：Downtown Urban Arts Festival） | 最佳短片 （英語：Best Short） | 《復黑計畫》 | 獲獎 | 與蓋·納提夫共同得獎 |       |

## 外部連結
- 潔咪·萊·紐曼在互联网电影资料库（IMDb）上的資料（英文）